# Oldřich Trávníček
Oldřich Trávníček (* 17. Dezember 1888 in Česká Třebová; † 7. Dezember 1945 in Žilina) war ein tschechischer Verleger und Buchhändler mit Sitz in Žilina. Trávníček ist eine der bedeutendsten Figuren der slowakischen Buchkultur des 20. Jahrhunderts.

## Lebenslauf
Im Jahr 1919 kamen er und seine Frau Mária nach Žilina mit dem Ziel, ein Geschäft für Papier- und Bürobedarf zu eröffnen. 1922 gründete er seinen eigenen Verlag und war der Erste in der Slowakei, der konsequent Kinder- und Jugendbücher veröffentlichte. Sein neues Unternehmen registrierte er unter dem Namen „Učiteľské nakladateľstvo O. Trávníček v Žiline“. Neben Jugendliteratur veröffentlichte er auch Lehrbücher, Fachhandbücher für die pädagogische Praxis und Volksbildung, Repertoire für ehrenamtliche Theater und andere Publikationen. Insgesamt wurden im Trávníček-Verlag mehr als 600 Publikationen veröffentlicht. Einige Bücher wurden von führenden slowakischen und tschechischen Künstlern wie Vincent Hložník, Karol Ondreička, Jaroslav Vodrážka, Jan Hála und Zdeněk Burian illustriert.
Oldřich Trávníček wurde 1944 wegen seiner Widerstandstätigkeit in Ilava inhaftiert. Er starb am 7. Dezember 1945. Nach seinem Tod wurde der Verlag von seiner Frau Márie Trávníčková unter dem geänderten Firmennamen „Nakladátstvo O. Trávníček a spol.“ weitergeführt. Seine beiden Söhne Dušan und Ivan waren Gefährten. Im Jahr des 25-jährigen Jubiläums (1947) übernahm Dušan Trávníček die Leitung. Er bereitete das Redaktionsprogramm für 1948 vor und sorgte für dessen Umsetzung. 1949 wurde das Unternehmen verstaatlicht. Schreibwaren, Schul- und Bürobedarf wurden vom Staatsgroßhandel  übernommen, die Buchhandlung in den Staatsbetrieb „Slovenská kniha“ überführt und der Verlag wurde aufgelöst.